# 곤봉 (저글링)

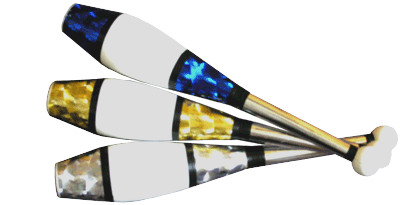
곤봉

곤봉, 클럽(club) 또는 저글링 클럽(juggling club)은 저글링에서 사용되는 도구이다.
저글링 클럽은 저글러가 사용하는 소품이다. 저글링 클럽은 종종 단순히 저글러에 의해 클럽이라고 불리며 때로는 비 저글러에 의해 핀 또는 배턴이라고 불린다. 곤봉은 요술쟁이들이 가장 많이 사용하는 세 가지 소품 중 하나이다. 나머지는 공과 고리이다.
일반적인 클럽은 길이가 50cm(20인치)이고 무게가 200~300g(7.1~10.6oz)이며 "핸들" 끝이 가늘고 넓은 "바디"에 더 가까운 균형 중심을 가지고 있다. 클럽의 정의는 다소 모호하다. 저글링 세계 기록에 대한 현재 저글링 정보 서비스 규칙에 따라 막대기 또는 막대가 허용된다.
저글링 클럽의 모양은 볼링 핀과 인디언 클럽과 비슷하다. 그러나 현대 저글링 클럽은 재료, 구성 방식, 무게 및 무게 분포가 다르기 때문에 이러한 개체와 구별되며 일반적으로 상호 교환이 불가능하다.

## 같이 보기
- 배턴 트월링